# Сэнди-Пойнт-Таун
Сэнди-Пойнт-Таун — второй по величине город на острове Сент-Китс. Является административным центром округа Сент-Энн-Сэнди-Пойнт. Расположен на северо-западном побережье острова, ниже национального парка Бримстоун-Хилл-Фортресс, занесённого в Список Всемирного наследия ЮНЕСКО. Население свыше 3 тыс. человек.
Город имеет богатую историю. Одно время он был коммерческим центром Сент-Китса. В XVII столетии Сенди-Пойнт-Таун был крупнейшим центром торговли табаком на острове, поэтому его главной достопримечательностью считаются большие склады для хранения табака. Сент-Пойнт-Таун окружён тремя фортами: Бримстоун-Хилл-Фортресс, Чарлс-Форт и Фиг-Три-Форт.
В окрестностях города расположены плантации сахарного тростника, тропический лес, имеются коммерческие компании.
В ясную погоду можно видеть острова Синт-Эстатиус, Саба, Невис и остров Святого Мартина.